# Héctor Pulido
Héctor Pulido (Michoacán, 20 dicembre 1942 – 18 febbraio 2022) è stato un calciatore messicano, di ruolo centrocampista.

## Palmarès

### Club

#### Competizioni nazionali
- Campionato messicano: 5

Cruz Azul: 1968-1969, México '70, 1971-1972, 1972-1973, 1973-1974
- Coppa del Messico: 1

Cruz Azul: 1969
- Supercoppa del Messico: 2

Cruz Azul: 1969, 1974

#### Competizioni internazionali
- CONCACAF Champions League: 3

Cruz Azul: 1969, 1970, 1971

### Nazionale
- Giochi panamericani: 1

1967